# ラブ★ゆう
『ラブ★ゆう』は、七月隆文による日本のライトノベル。イラストはみけおうが担当している。スーパーダッシュ文庫（集英社）より2006年10月から刊行されている。2009年3月25日にフロンティアワークスより、ドラマCDが発売された。

## ストーリー
舞台となるのは東京都四季島市。人口100万人の大都市を舞台に姫勇者ロザリーが大暴れをする。
500万本の驚異的セールスを誇る国民的RPG「ドラゴンブレスIII エテルナの姫勇者」。「ドラブレ」シリーズを溺愛する神田俊は、そのゲームしながら、ふと、主人公・ロザリーが現実世界にいたらいいのにと考える。その次の瞬間、テレビ画面が閃光に包まれロザリーが本当に現実世界へ現れる。同時に、日本中の「ドラブレIII」から主人公・ロザリーの姿が消えゲームの続行が不可能になってしまう怪現象が発生する。
そして、現実世界でロザリーは勘違いから国会を襲撃したのを始め行く先々で騒ぎを起こすが、俊は生徒会長・白金碧空から「このままだとゲーム世界と現実世界の双方が破滅してしまう」と衝撃の事実を告げられる。だがこの能力を持っているのは瞬だけではなかった。無窮の財産享受者（ワン・プロパティ・ユーザーズ）という組織が俊と同じ能力を持ち、彼の力を狙って動き始めた。

## 登場人物
※キャストはドラマCD版のもの。

### 主人公とヒロイン
神田 俊（かんだ しゅん）
声：柿原徹也
主人公。超人気の国民的RPG「ドラゴンブレス」シリーズを溺愛する高校生二年生。生まれつき空想ができず、使用とすると頭が真っ白になってしまうという奇妙な体質を持つ。しかし「ドラブレIII」の主人公・ロザリーが現実世界にいたらいいのにと考えた途端、本当にロザリーが出現。その破天荒な行動に振り回される。
性格は良くも悪くも数少ない常識人であり、人に気を使ったりできるマメな人柄。敵であろうと見知らぬ他人であろうと利害関係なく人が困っていれば手を差し伸べる。反面、暴君と恐れられ避けられている撫子に対しても媚びたり怯えたりせず、煙たがったりと嫌悪の感情まで素直に表現してしまうタイプ。ただし撫子自身は、その高飛車な態度に俊への好意を隠しているに過ぎない。俊は持ち前の鈍さによりまったく気づいていない。
大のゲーム好きであり「業界ではツチノコに匹敵するクソゲー」を手にした時は子供のように喜ぶんだり、撫子がゲームをやっているのを知ると引くくらいの勢いで食いついてきたりする。そんな彼も青春真っ只中の高校生であることは変わらず、ベッドの下にお姉さんたちの本を大量に隠し持っている。何度かみことに見咎められて処分しているが懲りていない様子。
幼い頃、彼は空想に乏しく同級生たちから仲間はずれにされ孤独な日々を過ごしてきた。そんな瞬が唯一熱中できたのがドラゴンブレスだった。そして初代、2代とドラブレをクリアし、3代目でロザリーを召喚するのに至った。彼は空想召喚という世界を超えた力を持っている。そして彼はその能力を持つ者の中でも秀でており、「クリエル」と呼ばれている。その影響力は凄まじく、俊の想いが強ければ強いほどロザリーもまた限界や常識を覆すほどの力を行使できるようになる。
ゲーム内のロザリーの凛とした佇まいにあこがれていたが、現実に呼び出されたのは「かしこさ40」の常識知らずだったため、理想と現実のギャップに悩み苦しむことに。それでもロザリーのまっすぐな心や優しさを改めて知り、彼女に一言では語れない思いを抱いている。
実は女装が似合う男の子であり、メイド服を着せられた際はクラス中の男子からロザリーまで魅了した。
ロザリー
声：後藤邑子
「ドラゴンブレスIII エテルナの姫勇者」の主人公。献身をモットーとし、地上界（ガルド）と天空界（エテルナ）の二つの世界に平和を取り戻すため、魔王を倒す旅を続けているがその力を得るには竜神精・シュンと婚礼の儀式を執り行う必要があり、現実世界に自分を“召喚”した俊こそが竜神精・シュンであると勘違いしている。そのため自分を「私はシュンの花嫁だ」と名乗り、俊を「シュン」と呼ぶ。誤解が解けた後も「シュンの花嫁」であるという思いはかわらず、指名ではなく本心から俊を好いたことが窺えるが、肝心の俊はまったく気づいていない。
俊が極限まで経験値稼ぎに勤しんだのでレベルは99。他のパラメータも300前後なのに「かしこさ」が40しか無く、勘違いから騒ぎを起こすこともしばしば。なお、ゲームの数だけ世界と「ロザリー」が存在することが碧空の口から語られたが、空想召喚によって現実世界に現れた時点で「ロザリー」は一つの存在となったため、彼女以外の「ロザリー」は存在しない。これによってゲームソフト・ドラブレIIIからロザリーが消えてしまったが一般にはバグとして認識されている。
現実世界へ召喚されて初めて口にした食物であるシュークリームが好物。彼女が思い切り頭を使うと、とんでもないことになってしまう（例としてポルターガイスト現象を引き起こす）。また、可愛いものを見ると鼻血の噴火を引き起こす。
必殺技は、絶対に外さず、あらゆる物は破壊する最強の一撃「クラウ・ソラス」。俊とロザリーの信頼が強ければ強いほど、俊の理想がロザリーに反映される。
小鳩 みこと（こばと みこと）
声：松来未祐
俊の従姉で、家も隣同士。俊とは違う学校に通っている。何かにつけて俊の世話を焼きたがる。妄想癖が強く、お姉ちゃん妄想劇場を脳内で繰り広げた後、最終的に「俊ちゃんがニートになっちゃう!!」と叫んで気絶する。家事万能、才色兼備と普段は完璧といっても過言ではないが、俊の前では少しダメな姉になる。胸が大きいため可愛いブラがつけられないのが悩み。学校では不良はおろか教師まで彼女に魅了されるほど。
彼女が過保護なのは幼い頃の俊を知っているためであり、孤独で暗い少年時代を過ごしてきた俊がまた同じような目に遭う（つまりニートになる）のではないかと心配しているからである。
コメディパートのみ謎の力を発現させ、不意を突いたとはいえ撫子を一撃で倒した。
冷泉院 撫子（れいぜいいん なでしこ）
声：加藤英美里
俊と同じ四季島高校に通うツンデレお嬢様。語尾に「〜ですわ」とつける。学園ではその絶大な財力と格闘技「天星流」の才能を武器に独裁者として君臨しており“暴君撫子”の異名で呼ばれている。ロザリーが出現してから自分にスポットライトが当たらなくなったことを妬んでいる。以前、俊に壊れた自転車を修理してもらった経験がある。この際、俊に自転車を修理してもらい一目惚れした。特殊な力はないもののロザリー曰く「ドラブレIIIの世界で言えばレベル10くらいの強さ」。後に独力でロザリーの正体を知ることとなる。また、ロザリーとナギサの正体を知る数少ない人物の1人でもある。
当初は味方とは言えない立ち位置で、俊からもかなり邪険に扱われていた。次第に俊とは仲良くなっていき、彼女も俊に対する傍若無人な振る舞いが減ったことで関係はかなり改善された。終盤では俊との絡みも増えていき、夢の中と言え俊は彼女との夫婦生活を送っていた（妊娠までしている）。
白金 碧空（しろがね そら）
声：新谷良子
四季島高校生徒会長。ただし、それは表向きの肩書きで本当は「世界管理協会」の巡検士。ロザリーが現実世界へ召喚されたことについて現時点でロザリーは現実世界をゲームの世界の延長線上としか認識していないが、もしロザリーが現実世界はゲームの世界と全く異なる世界であることに気付いてしまうと現実世界・ゲーム世界の双方が破滅してしまう恐れが大きいことを俊に説明する。
常にネコミミをがっつり装着しており、このときは生徒会長として猫をかぶっている。外した時は巡検士となる。
ネコミミが弱いらしい。
ナギサ
「ドラブレ」シリーズと人気を二分する超人気RPG「エターナルファンタジア」（EF）シリーズで一番人気のヒロイン。無窮の財産享受者の1人である二条レンによって召喚された。
妹にしたいヒロインランキングで1位になっている。二条レンにより召喚された。俊のことを「お兄ちゃん」と呼んでいる。またかしこさは高く策士である（特にロザリー、みこと、撫子をちゃっかり出し抜こうとする辺り）。現在、神田家に居候中。
うまい棒が大好き。

### 無窮の財産享受者（ワン・プロパティ・ユーザーズ）
本作における敵対勢力。
二条 レン（にじょう レン）
首筋まで掛かる長髪が特徴の少年。常にイヤホンをつけており、相手の口の動きを読んで何を言っているのか読んでいる。
イヤホンをつけているのは外界からの情報を遮断するため。自分の考えを相手の考えと決め付けて一方的に話を進める。
常に冷静な優男だが、予想外の状況に陥ると途端に錯乱し冷静さを失う。
空想召喚でナギサを召喚し、ロザリーと戦わせるのが目的だったが敗北。その後、碧空により全ての記憶を失われてしまった。
輪王 みちる（りんおう みちる）
見た目は栗色の髪を三つ編みにした少女だが、実は男の娘。俊に一目惚れしたため、彼を仲間に引き込もうとする。
空想召喚で呼び寄せた者はアテナという女神で、姿は甲冑に身を包んだ女戦士である。
野宮 朧（のみや おぼろ）
白い髪と紅い瞳をした少女。感情が希薄で口数も少ない。よく本を読む。
元は野宮円（のみや まどか）という活発で遊ぶのが好きな恋する少女だった。厳しい母親の目を逃れて遊びに出るため妹の朧の提案で入れ替わった。
その後、入れ替わった朧は事故により死亡。自分のせいで妹を死なせてしまったと思ったせいで「死んだのは姉の円。私は朧」と自らを朧と思い込んでしまう。
それから彼女の時は止まった。いつまでも朧という少女の姿のまま成長することなく生きてきた。
強力な空想召喚の使い手であり、人魚姫やアリスといった物語の中に世界を引き込んで自分の好きなように話を繋げることで、登場人物となった人間を生かすことも殺すこともできる。その能力を用いて俊を殺害しようとしたが失敗。逆に助けられてしまうことになる。
果てなきものの御宿り
本名は不明。碧空やみちるから「彼女」と呼ばれている、無窮の財産享受者のリーダー格。
クリエルである俊を求めていること、もしくは殺害しようとしていることだけが分かっており、それ以外目的は一切不明。言葉巧みに朧を仲間に引き入れるなど、仲間を集めているようである。
碧空と因縁があるようで、お互い旧知の仲らしい描写がある。

### サブキャラクター
神田 真奈美（かんだ まなみ）
声：久川綾
俊の母。夫・高士と共にレストランを経営している。傍目から見れば典型的なバカップルで、俊がゲームばかりしていて恋愛に興味を持たないことを心配していた。そのため、ロザリーが現れたことに大喜びでどうにかして俊とロザリーを添い遂げさせようと画策する。
神田 高士（かんだ たかし）
声：竹本英史
俊の父。妻である真奈美とはバカップルでレストランを経営している。俊に対してやっていることは真奈美と変わらない。
上原 春吉（うえはら はるきち）
声：代永翼
二次元の少女を愛し、現実の少女をうざいと一蹴する少年。俊の同級生にして二次元オタク。
「女は画面の中で動くのが一番いい。現実の女はうぜぇ」とどこか病んでいる。
背が低く、小学生と間違われがちで先輩の女子生徒から人気が高い。だが本人はそれを煩わしく思っている。
俊とともにゲーム部に所属し、グラフィックを担当している。
堀北 総一郎（ほりきた そういちろう）
ゲーム部の部長で眼鏡を掛けた美男子。部員の天才的な才能を活かしゲームを作っている。だが、ゲーム部は正式な部活動とは認められていない。
裏では色々と非合法なことをしており、部員の俊が知らないようなことまでやっている。しかし、碧空にバレて3週間の停学を言い渡され、俊を差し出すことで難を逃れた。
ロザリーやナギサを本当にゲームの中から出てきたのではないかと疑っている。美少女たちに囲まれている俊に軽いいやがらせをしたりする。
渡利（わたり）
撫子に仕える老執事。どこからともなく現れては撫子の命令に従う。
ロザリーにシュークリームを差し入れしたりなど、他者への気遣いも忘れない。
性格などに難のある登場人物の多い作中で最も常識のある人物。
ひめゆり隊
渡利と同じく撫子に仕えるメイドたち。心のそこから撫子を溺愛している。
1人が1人が冷泉院グループの社長令嬢であり地位も高い。中には撫子同様武術を扱うものもいる。
初期は撫子の恋を応援していたが、上述の通り撫子に心酔しているため途中から俊と撫子の仲に嫉妬し邪魔している。
真帆と組んで俊を亡き者にしようとしたこともある。
冷泉院 真帆（れいぜいいん まほ）
冷泉院家の長女。全てにおいて撫子の上を行く才女なのだが、実の妹である撫子を異常に溺愛する変態的思考の持ち主でもある。
変態理論を翳しながらイカのように纏わりついてくる。
大切な妹に近付く異性は容赦なく始末しようとする。そのため何度も俊の命を狙っては撫子に返り討ちにされる。
初登場時の反響は読者アンケートで一番だった。作中最強の変態。実は撫子でも使えない技を使いこなす実力者。

## 既刊一覧
| 巻数 | タイトル   | 初版発行日（発売日）       | ISBN              |
| ---- | ---------- | -------------------------- | ----------------- |
| 1    | ラブ★ゆう1 | 2006年10月30日（10月25日） | 4-08-630322-1     |
| 2    | ラブ★ゆう2 | 2007年2月28日（2月23日）   | 978-4-08-630343-9 |
| 3    | ラブ★ゆう3 | 2007年6月30日（6月22日）   | 978-4-08-630363-7 |
| 4    | ラブ★ゆう4 | 2007年10月30日（10月25日） | 978-4-08-630380-4 |
| 5    | ラブ★ゆう5 | 2008年3月25日（3月25日）   | 978-4-08-630410-8 |
| 6    | ラブ★ゆう6 | 2008年7月30日（7月25日）   | 978-4-08-630436-8 |

## ドラマCD
フロンティアワークス　2009年3月25日発売　FCCN-0045